# Клуб Олександра Яценка
Клуб бомбардирів імені Олександра Яценка — символічна група українських футзалістів, які забили щонайменше 250 голів за час своєї кар'єри у вищій лізі (екстра-лізі) чемпіонату України, Кубку України, європейських кубках, офіційних і товариських матчах національної та студентської збірних України. Олександр Яценко був першим з футзалістів українських клубів, хто досягнув цієї мети.
Мета ведення такого списку — збереження для історії українського футзалу найкращих показників бомбардирів України.

## Регламент
До клубу входять футзалісти, які мають українське громадянство і забили 250 і більше голів в матчах на найвищому рівні, починаючи з 1993 року.
Матчами найвищого рівня вважаються матчі, які зіграні в:
- Екстра-лізі
- Кубку України
- Суперкубку України
- офіційних і товариських матчах національної збірної України та студентської збірної України
- єврокубках — Турнірі європейських чемпіонів і Кубку УЄФА

## Історія створення
У Росії практично з появою чемпіонату з'явився і клуб бомбардирів, який згодом отримав ім'я Костянтина Єременка. Одеський спортивний журналіст і статистик Сергій Чайка у 2010 році за типом російської версії створив український аналог — Клуб бомбардирів українського футзалу «250» Олександра Яценка, який першим з українських гравців досягнув цифри в 250 забитих м'ячів. Наразі членами клубу є 17 футзалістів, серед яких жодного нині діючого гравця.

## Члени клубу
Станом на 20 червня 2025 року
| №  | Фото | Гравець           | Разом | Чемпіонат України | Кубок України | Суперкубок України | Єврокубки | Національна збірна України | Студентська збірна України |
| -- | ---- | ----------------- | ----- | ----------------- | ------------- | ------------------ | --------- | -------------------------- | -------------------------- |
| 1  |      | Ігор Москвичов    | 732   | 530               | 109           | 0                  | 30        | 57                         | 6                          |
| 2  |      | Максим Павленко   | 465   | 365               | 57            | 2                  | 23        | 18                         | 0                          |
| 3  |      | Олександр Косенко | 423   | 300               | 63            | 0                  | 9         | 39                         | 12                         |
| 4  |      | Сергій Корідзе    | 400   | 279               | 41            | 0                  | 2         | 60                         | 18                         |
| 5  |      | Віталій Брунько   | 398   | 311               | 64            | 0                  | 6         | 8                          | 9                          |
| 6  |      | Валентин Цвелих   | 362   | 303               | 53            | 1                  | 5         | 0                          | 0                          |
| 7  |      | Раміс Мансуров    | 335   | 242               | 54            | 0                  | 22        | 14                         | 3                          |
| 8  |      | Денис Овсянніков  | 327   | 213               | 45            | 2                  | 13        | 49                         | 5                          |
| 9  |      | Євген Рогачов     | 307   | 215               | 40            | 3                  | 0         | 43                         | 6                          |
| 10 |      | Олег Мірошник     | 308   | 243               | 56            | 0                  | 4         | 5                          | 0                          |
| 11 |      | Олександр Яценко  | 296   | 246               | 50            | 0                  | 0         | 0                          | 0                          |
| 12 |      | Георгій Мельніков | 272   | 184               | 53            | 1                  | 12        | 16                         | 6                          |
| 13 |      | Валерій Замятін   | 260   | 183               | 44            | 0                  | 4         | 20                         | 9                          |
| 14 |      | Ігор Краєвський   | 258   | 242               | 14            | 0                  | 0         | 0                          | 2                          |
| 15 |      | Олександр Хурсов  | 255   | 202               | 28            | 2                  | 1         | 15                         | 7                          |
| 16 |      | Віталій Нестерук  | 254   | 209               | 33            | 0                  | 3         | 5                          | 4                          |
| 17 |      | Сергій Журба      | 250   | 182               | 27            | 0                  | 5         | 28                         | 8                          |

## Найближчі кандидати на вступ до Клубу Олександра Яценка (станом на 20.06.2025)
| № | Фото | Гравець         | Разом | Чемпіонат України | Кубок України | Суперкубок України | Єврокубки | Національна збірна України | Студентська збірна України |
| - | ---- | --------------- | ----- | ----------------- | ------------- | ------------------ | --------- | -------------------------- | -------------------------- |
| 1 |      | Тарас Кузь      | 240   | 201               | 32            | 0                  | 4         | 3                          | 0                          |
| 2 |      | Михайло Волянюк | 226   | 191               | 25            | 2                  | 7         | 1                          | 0                          |
| 3 |      | Олександр Педяш | 213   | 178               | 18            | 0                  | 2         | 13                         | 2                          |
| 4 |      | Артем Фаренюк   | 212   | 156               | 25            | 1                  | 7         | 23                         | 0                          |
| 5 |      | Петро Шотурма   | 211   | 125               | 31            | 1                  | 17        | 36                         | 1                          |

   {{{2}}}
Примітка. Під голами у єврокубках маються на увазі голи забиті у розіграшах Турніру європейських чемпіонів, Кубку УЄФА і Кубку Єременка